# British National Opera Company
La British National Opera Company presentò l'opera in inglese a Londra e in tournée nelle province britanniche tra il 1922 e il 1929. Fu fondata nel dicembre 1921 da cantanti e strumentisti della compagnia lirica di Beecham di Sir Thomas Beecham (1915-1920).

## Storia
La compagnia d'opera di Beecham fu sciolta quando i problemi finanziari relativi all'acquisto di The Bedford Estate costrinsero Beecham a ritirarsi dalla scena musicale per un breve periodo. La nuova impresa fu finanziata con l'emissione di 40.000 azioni privilegiate a £ 1 ciascuna. Tra i musicisti che incontrarono all'incontro inaugurale della nuova impresa alla Queen's Hall c'erano Alexander Mackenzie, Sir Charles Stanford, Harry Plunket Greene, Walter Hyde, Aylmer Buesst e Sir Henry Hadow. La nuova compagnia acquistò l'intero patrimonio della compagnia Beecham, comprendente scenografie, costumi, spartiti, strumenti e diritti di esecuzione per 48 opere.
Il primo spettacolo della nuova compagnia fu Aida a Bradford nel febbraio del 1922 e ricevette eccellenti critiche. Per gran parte della sua esistenza la compagnia andò in tournée nelle province, ma ebbe anche brevi stagioni al Covent Garden (1922-1924) e poi al His Majesty's Theatre. Per la stagione del Covent Garden del 1923, Dame Nellie Melba ritornò dalla pensione per cantare con la compagnia. Fornì i suoi servizi gratuitamente per supportare l'azienda. Tuttavia non si sentiva la stessa a reimparare i suoi vecchi ruoli nella traduzione inglese e cantava in italiano mentre il resto della compagnia cantava in vernacolare.

## Trasmissioni radiofoniche
La British National Opera Company fu pioniera dell'opera televisiva, con estratti da Il flauto magico trasmessi in diretta dalla Royal Opera House dalla British Broadcasting Company nel gennaio 1923, meno di un anno dopo la fondazione della BBC e della compagnia d'opera.
Il primo direttore artistico della compagnia fu Percy Pitt, che era stato direttore musicale del Grand Opera Syndicate e che in seguito aveva lavorato come direttore musicale per la BBC. Il suo successore nel 1924 fu il baritono Frederic Austin, che nel 1920 arrangiò la musica per un rilancio de L'opera del mendicante al Lyric Theatre (Hammersmith). La compagnia aveva un vasto repertorio, che comprendeva opere di Wagner, Debussy, opera italiana e diverse opere inglesi, tra cui Hugh the Drover di Vaughan Williams e The Perfect Fool e At the Boar's Head di Gustav Holst. Il New Grove Dictionary of Opera ha rintracciato la messa in scena del l'Anello, Tristano e Isotta, Parsifal e "una notevole produzione in inglese di Pelleas und Melisande con Maggie Teyte".

## Direttori ed interpreti
La British National Opera Company impiegava la maggior parte dei principali cantanti e direttori britannici o che operavano in Inghilterra dell'epoca, compresi i direttori John Barbirolli, Adrian Boult, Aylmer Buesst, Hamilton Harty, Gervase Hughes e Malcolm Sargent, ed i cantanti Agnes Nicholls, Florence Austral, Joseph Hislop, Edward Johnson, Dinh Gilly, Walter Hyde, Harold Williams, Norman Allin, Robert Radford, Dora Labbette, Walter Widdop, Frank Mullings, Herbert Heyner and Heddle Nash, tra gli altri. Nel 1924 Beecham si unì alla compagnia dell'Her Majesty's Company per I maestri cantori di Norimberga.
La compagnia rimase a corto di soldi per tutta la sua esistenza e la ripresa delle stagioni liriche internazionali al Covent Garden privò il BNOC delle sue lucrative stagioni a Londra che nei primi anni avevano sovvenzionato i suoi tour provinciali. La società cessò di esistere nel 1929 a seguito di un pagamento di tasse per £ 17.000 che la costrinse ad andare in liquidazione volontaria. Le sue ultime esibizioni furono la Cavalleria rusticana e Pagliacci al Golders Green Hippodrome di Londra il 16 aprile 1929, in una stagione in cui tra i direttori si annoveravano Beecham, Barbirolli ed Eugène Goossens. La compagnia in realtà si ricostituì come Covent Garden English Opera Company nel settembre 1929, con Barbirolli come direttore musicale e continuò con questo nome fino al 1938.